# Bo Svenson
Bo Svenson, właściwie Boris Lee Holder Svenson (ur. 13 lutego 1941 w Göteborgu) – szwedzko-amerykański aktor filmowy i telewizyjny.

## Życiorys

### Wczesne lata
Urodził się w Göteborg w Szwecji jako syn Żydówki rosyjskiego pochodzenia Loli Iris Violi (z domu Johansson), liderki big-bandu, aktorki i piosenkarki, i Szweda Birgera Ragnara Svensona, osobistego kierowcy, sportowca i ochroniarza króla Szwecji. W 1958 roku wraz z rodziną wyemigrował do Stanów Zjednoczonych. W latach 1958–59 był profesjonalnym hokeistą. Kiedy miał 17 lat dołączył do United States Marine Corps, służąc aż sześć lat (1959-65). Uczęszczał na  University of Meiji w Tokio (1960-63). Zdobył również czarny pas w judo czwartego stopnia (Yondan) i pierwszego stopnia (shodan) pas na Kōdōkan w Japonii, a w 1961 był mistrzem Far East Judo Champion w wadze ciężkiej. Studiował na wydziale metafizyki klasycznej na University of California, Los Angeles (1969–75). W latach 1965–70 był profesjonalnym kierowcą wyścigowym i sprzedawcą ubezpieczeń Northwestern Mutual Life Insurance Company.

### Kariera
W 1968 roku trafił na mały ekran w seryjnym westernie ABC Here Come the Brides jako Lumberjack Olaf 'Wielki Szwed' Gustavsen. Po imponującym debiucie kinowym jako profesjonalny koszykarz Jack Twyman w dramacie sportowym Daniela Manna Maury (Big Mo, 1974), zagrał lotnika Axela Olssona w dramacie George’a Roya Hilla Wielki Waldo Pepper (The Great Waldo Pepper, 1973) u boku Roberta Redforda. Gdy Joe Don Baker, gwiazdor filmu Z podniesionym czołem, odrzucił propozycję zagrania w kontynuacji, Svenson przejął rolę szeryfa Buforda Pussera w sequelu Część 2: Walking Tall (Part 2: Walking Tall, 1975) i Ostatni rozdział: Walking Tall (Walking Tall: Final Chapter, 1977), a następnie w siedmioodcinkowym serialu NBC Walking Tall (1981).
W dramacie kryminalnym Boba Clarka Breaking Point (1976) był świadkiem morderstwa, w dramacie sensacyjnym Clinta Eastwooda Wzgórze złamanych serc (Heartbreak Ridge, 1986) wystąpił jako Roy Jennings, właściciel Palace Bar. W filmie akcji Dolpha Lundgrena Icarus (2010) pojawił się jako Vadim.
W latach 1984–94 pełnił funkcję dyrektora generalnego i prezesa zarządu Motion Picture Group of America, a od roku 1994 został dyrektorem naczelnym i prezesem MagicQuest Entertainment.
30 grudnia 1966 poślubił Lise Hartmann-Berg, z którą ma trzy córki: Pia, Maję i Marię.

## Filmografia
| Rok  | Tytuł                                                                      | Rola                                | Reżyser                                       |
| ---- | -------------------------------------------------------------------------- | ----------------------------------- | --------------------------------------------- |
| 1972 | The Bravos (TV)                                                            | Raeder                              | Ted Post                                      |
| 1973 | Maurie                                                                     | Jack Twyman                         | Daniel Mann                                   |
| 1973 | You'll Never See Me Again (TV)                                             | Sam                                 | Jeannot Szwarc                                |
| 1974 | Wielki Waldo Pepper (The Great Waldo Pepper)                               | Axel Olsson                         | George Roy Hill                               |
| 1975 | Walking Tall Part 2                                                        | Buford Pusser                       | Earl Bellamy                                  |
| 1975 | Target Risk (TV)                                                           | Lee Driscoll                        | Robert Scheerer                               |
| 1976 | Breaking Point                                                             | Michael McBain                      | Bob Clark                                     |
| 1976 | Special Delivery                                                           | Jack Murdock                        | Paul Wendkos                                  |
| 1977 | Syn szejka (Il figlio dello sceicco)                                       | Hamilton Burger                     | Bruno Corbucci                                |
| 1977 | Snowbeast (TV)                                                             | Gar Seberg                          | Herb Wallerstein                              |
| 1977 | Walking Tall: Final Chapter                                                | Buford Pusser                       | Jack Starrett                                 |
| 1978 | Bohaterowie z piekła (Quel maledetto treno blindato)                       | porucznik Robert Yeager             | Enzo G. Castellari                            |
| 1979 | Złoto kobiet z Amazonii (Gold of the Amazon Women, TV)                     | Tom Jensen                          | Mark L. Lester                                |
| 1979 | Portrait of a Hitman                                                       | dr Bob Michaels                     | Allan A. Buckhantz                            |
| 1979 | The Spirit of Adventure: Night Flight                                      | Fabien                              | Desmond Davis                                 |
| 1979 | Czterdziestka z North Dallas (North Dallas Forty)                          | Jo Bob Priddy                       | Ted Kotcheff                                  |
| 1980 | Szwecja dla Szwedów (Sverige åt svenskarna)                                | lad                                 | Per Oscarsson                                 |
| 1980 | Wirus                                                                      | major Carter                        | Kinji Fukasaku                                |
| 1982 | Night Warning                                                              | detektyw Joe Carlson                | William Asher                                 |
| 1983 | Grom (Thunder Warrior)                                                     | szeryf Bill Cook                    | Fabrizio De Angelis                           |
| 1984 | Impatto mortale                                                            | George Ryan                         | Larry Ludman                                  |
| 1984 | Jealousy (TV)                                                              | Ho Hutton                           | Jeffrey Bloom                                 |
| 1984 | Obława (Cane arrabbiato)                                                   | szeryf                              | Fabrizio De Angelis                           |
| 1985 | Wizards of the Lost Kingdom                                                | Kor                                 | Héctor Olivera                                |
| 1986 | Oddział Delta (The Delta Force)                                            | kpt. Campbell                       | Menahem Golan                                 |
| 1986 | Parszywa dwunastka 3: Zabójcza misja (Dirty Dozen: The Deadly Mission, TV) | Maurice Fontenac                    | Lee H. Katzin                                 |
| 1986 | Choke Canyon                                                               | kpt. Oliver Parkside                | Charles Bail                                  |
| 1986 | Zbroja Boga (Long xiong hu di)                                             | Mnich                               | Jackie Chan                                   |
| 1986 | Wzgórze złamanych serc (Heartbreak Ridge)                                  | Roy Jennings, właściciel Palace Bar | Clint Eastwood                                |
| 1987 | Maniac Killer                                                              | Hrabia Silvano                      | Andrea Bianchi                                |
| 1987 | Movie in Action                                                            | reżyser                             | Teddy Page                                    |
| 1987 | The Dirty Dozen: The Deadly Mission (TV)                                   | Maurice Fontenac                    | Lee H. Katzin                                 |
| 1987 | Thunder Warrior II                                                         | szeryf Roger                        | Fabrizio De Angelis                           |
| 1987 | Double Target                                                              | pułkownik Galckin                   | Bruno Mattei                                  |
| 1987 | White Phantom                                                              | pułkownik                           | Dusty Nelson                                  |
| 1987 | Braterstwo krwi (La sporca insegna del coraggio)                           | Steven Elliott Logan/Steel          | Tonino Valerii                                |
| 1988 | Andy Colby w świecie wideo (Andy Colby's Incredible Adventure)             | Kor Zdobywca                        | Deborah Broc                                  |
| 1988 | Delta Force Commando                                                       | porucznik Keitel                    | Pierluigi Ciriaci (w napisach: Frank Valenti) |
| 1988 | Otchłań kosmosu (Deep Space)                                               | kpt. Robertson                      | Fred Olen Ray                                 |
| 1988 | Instynkt mordu (Primal Rage)                                               | Ethridge                            | Vittorio Rambaldi                             |
| 1989 | Soda Cracker                                                               | Ivan Moss                           | Fred Williamson                               |
| 1989 | Ukąszenie (The Bite)                                                       | szeryf                              | Frederico Prosperi                            |
| 1989 | Bramy piekieł 3: Diabelski podmuch (Beyond the Door III)                   | prof. Andromolek                    | Jeff Kwitny                                   |
| 1990 | Odcienie wojny (Tides of War)                                              | pułkownik SS                        | Nello Rossati                                 |
| 1990 | Najemnik (Soldier of Fortune)                                              | porucznik Preston                   | Pierluigi Ciriaci (w napisach: Frank Valenti) |
| 1990 | Laserowa misja (Laser Mission)                                             | pułkownik                           | BJ Davis                                      |
| 1991 | Critical Action                                                            | były skazaniec                      | Fred Williamson                               |
| 1991 | Prawo według Steele’a (Steele's Law)                                       | szeryf Barnes                       | Fred Williamson                               |
| 1992 | Three Days to a Kill                                                       | Rick                                | Fred Williamson                               |
| 1994 | Savage Land                                                                | Jeb                                 | Dean Hamilton                                 |
| 1995 | Miłosna obsesja (Private Obsession)                                        | Sam Weston                          | Lee Frost                                     |
| 1995 | Stalowa granica (Steel Frontier)                                           | Roy Ackett                          | Jacobsen Hart, Paul G. Volk                   |
| 1996 | Cheyenne                                                                   | kpt. Starrett                       | Dimitri Logothetis                            |
| 1997 | Speed 2: Wyścig z czasem (Speed 2: Cruise Control)                         | kpt. Pollard                        | Jan de Bont                                   |
| 1997 | Bez serca (Heartless, TV)                                                  | szeryf Sam                          | Judith Vogelsang                              |
| 1998 | Yukie                                                                      | Richard                             | Hisako Matsui                                 |
| 2000 | Crackerjack 3                                                              | Jack Thorn                          | Lloyd A. Simandl                              |
| 2001 | Wyjęty spod prawa (Outlaw)                                                 | detektyw Maize                      | Bo Svenson                                    |
| 2004 | Legacy                                                                     | Purse Snatcher                      | Bo Svenson                                    |
| 2004 | I'll Be Seeing You (TV)                                                    | Philip Carter                       | Will Dixon                                    |
| 2004 | Kill Bill: Volume 2                                                        | wielebny Harmony                    | Quentin Tarantino                             |
| 2005 | Hell to Pay                                                                | Del Shannon                         | Chris McIntyre                                |
| 2006 | Raising Jeffrey Dahmer                                                     | detektyw John Amos                  | Rich Ambler                                   |
| 2008 | Chinaman's Chance                                                          | nadzorca Bo                         | Aki Aleong                                    |
| 2009 | Bękarty wojny (Inglourious Basterds)                                       | amerykański pułkownik               | Quentin Tarantino                             |
| 2010 | Jersey Justice                                                             | W.W. Tolliver                       | John Charles Hunt                             |
| 2010 | Muminki w pogoni za kometą (Muumi ja punainen pyrstötähti)                 | głos (także reżyser)                | Maria Lindberg                                |
| 2010 | Siedem przygód Sindbada (The 7 Adventures of Sinbad)                       | Simon Magnusson                     | Adam Silver, Ben Hayflick                     |
| 2010 | Angry                                                                      | Bill                                | Yohanna Idha, Christopher Schönning           |
| 2010 | Zlecenie na śmierć (Icarus)                                                | Vadim                               | Dolph Lundgren                                |
| 2012 | Arne Dahl: Bad Blood (TV)                                                  | Daniel Brink                        | Will Dixon                                    |
| 2014 | The Dependables                                                            | Mick Skinner                        | Sidney J. Furie                               |
| 2015 | Min søsters børn og guldgraverne                                           | John                                | Niels Nørløv Hansen                           |

| Rok  | Tytuł                                           | Rola                        | Uwagi                                           |
| ---- | ----------------------------------------------- | --------------------------- | ----------------------------------------------- |
| 1965 | Flipper                                         | Harry Hobson                | odc.: „Coral Fever"                             |
| 1967 | N.Y.P.D.                                        | aktor                       | odc.: „ShakeDown”                               |
| 1968 | Premiere                                        | Milovan Drumm               | odc.: „The Freebooters"                         |
| 1968 | Mission: Impossible                             | Karl                        | odc.: „The Mercenaries"                         |
| 1968 | Here Comes the Brides                           | Big Swede                   | 10 odcinków                                     |
| 1969 | Lancer                                          | Josh                        | odc.: „The Wedding"                             |
| 1969 | The Name of the Game                            | G.B. Mosbie                 | odc.: „Love-In at Ground Zero"                  |
| 1969 | Daniel Boone                                    | Haskins                     | odc.: „A Pinch of Salt"                         |
| 1969 | The High Chaparral                              | Bennett                     | odc.: „Trail to Nevemore"                       |
| 1969 | Ironside                                        | Baron Lars Von Gyllenskjold | odc.: „Love My Enemy"                           |
| 1970 | The Virginian                                   | Lonnie                      | odc.: „The Price of the Hanging"                |
| 1970 | Mod Squad                                       | Bubba                       | odc.: „Welcome to the Human Race, Levi Frazee!" |
| 1971 | The Chicago Teddy Bears                         | Georgi                      | odc.: „Billy the Kid"                           |
| 1971 | McCloud                                         | Charles 'Bubba' White       | odc.: „Top of the World, Ma"                    |
| 1972 | Rekruci (The Rookies)                           | Bud Reeves                  | odc.: „The Commitment"                          |
| 1972 | Banyon                                          | Carlo                       | odc.: „Meal Ticket"                             |
| 1973 | Kung Fu                                         | Pike                        | odc.: „The Spirit-Helper"                       |
| 1974 | The Snoop Sisters                               | Chet Marion                 | odc.: „Fear Is a Free-Throw"                    |
| 1981 | Walking Tall                                    | szeryf Buford Pusser        | 7 odcinków                                      |
| 1982 | Magnum (Magnum, P.I.)                           | Ivan                        | odc.: „Did You See the Sun Rise?"               |
| 1983 | The Fall Guy                                    | porucznik Baker             | 2 odcinki                                       |
| 1984 | Detektyw Hunter                                 | szeryf Jake Cutter          | odc.: „A Long Way from L.A."                    |
| 1985 | Crazy like a Fox                                |                             | odc.: „Motor Homicide"                          |
| 1988 | Napisała: Morderstwo (Murder, She Wrote)        | Karl Anderson               | 2 odcinki                                       |
| 1993 | Neon Rider                                      | Maitland                    | odc.: „Walking Tall"                            |
| 1993 | Street Justice                                  | kapitan Stryker             | odc.: „CountDown”                               |
| 1993 | The Commish                                     | George Hayes                | odc.: „Hero"                                    |
| 1994 | Lonesome Dove: The Series                       | pułkownik Jeb Quintano      | odc.: „Last Stand"                              |
| 1994 | Cobra                                           | Frank McLory                | odc.: „Death Dive"                              |
| 1994 | Legendy Kung Fu (Kung Fu: The Legend Continues) | Ben Kinasay                 | odc.: „Only the Strong Survive"                 |
| 1995 | Na celowniku (Pointman)                         | wujek Nick                  | odc.: „Going Home"                              |
| 1998 | Dead Man’s Gun                                  | porucznik Horace Buckthorn  | odc.: „The Mimsers"                             |
| 1998 | Na południe (Due South)                         | porucznik Horace Buckthorn  | 2 odcinki: „Call of the Wild"                   |
| 2002 | JAG                                             | kpt. Michaił Jerastow       | 2 odcinki                                       |
| 2004 | Proof of the Man                                | Ken Shuftan                 | miniserial TV                                   |